# Zöld fűbagoly
A zöld fűbagoly (Calamia tridens)  a rovarok (Insecta) osztályának a lepkék (Lepidoptera) rendjéhez, ezen belül a bagolylepkefélék (Noctuidae) családjához tartozó faj.

## Elterjedése
Egész Európában elterjedt, a faj kedveli a meleg, száraz gyepeket, pusztákat.

## Megjelenése
- lepke: szárnyfesztávolsága: 37–42 mm, a szárnyai  erősen zöldek, amellyel szinte egyedülálló Közép-Európában. Az első szárnyak közepén félhold alakú fehér folt van. A hátsó szárnyak fényes fehérek és enyhén barnás színezetűek.
- hernyó: a viszonylag rövid és vastag hernyó sötétbarna színű.
- báb: viszonylag karcsú és sötétbarna.

## Életmódja
- nemzedék: egy nemzedékes faj, júniustól szeptemberig rajzik
- hernyók tápnövényei:  különböző fűfélék: Poa annua, csenkeszfélék, Brachypodium fajok

A hernyó a növények szárában él először, majd később egy kis csőben a talajban, ahol főleg a gyökerekkel táplálkozik.

## Fordítás
- Ez a szócikk részben vagy egészben  a   Grüneule című német Wikipédia-szócikk fordításán alapul.  Az eredeti cikk szerkesztőit annak laptörténete sorolja fel. Ez a jelzés csupán a megfogalmazás eredetét és a szerzői jogokat jelzi, nem szolgál a cikkben szereplő információk forrásmegjelöléseként.